# Obwód Złoczów Armii Krajowej
Obwód Złoczów Armii Krajowej – terenowa struktura Inspektoratu Złoczów w Okręgu Tarnopol Armii Krajowej. Kryptonimy: „Rawski”, potem „41”, „Czajka” i „Grunwald”.
Początki konspiracji w Obwodzie ZWZ-AK Złoczów wiążą się z przybyłymi tu w okresie okupacji sowieckiej Ślązakami, z których wielu od razu po przybyciu ze Śląska do Małopolski Wschodniej zaczęło działać w polskich podziemnych organizacjach wojskowych. Utrzymywał z nimi kontakt komendant Obszaru ZWZ-1 ppłk Macieliński. Już w sierpniu 1941 ppłk Macieliński skierował ze Lwowa pod Złoczów – do polskiej górniczej osady Kozaki swego podwładnego Otmara Strokosza „Alego” z zadaniem organizowania tam związku ZWZ.
Strokosz „Ali” po rozpoczęciu pracy organizacyjnej w Kozakach spotkał się ze st. sierż. Piusem Szusterem „Gromem”. Wspólnie z nim zwerbował do organizacji podoficerów i członków działającego do 1939 w Złoczowie Związku Strzeleckiego.

## Obsada personalna obwodu
- komendant – st. sierż. (podporucznik czasu wojny) Pius Szuster „Grom”; potem ppor. Michał Horwath „Kmicic”
- dowódca Kedywu ppor. AK Józef Chrzan „Sokrates”
- komendant Wojskowej Służby Kobiet – Irena Mogielnicka „Korczak”, „Anina”

## 52 pułk piechoty Armii Krajowej
W obwodzie złoczowskim odtwarzano stacjonujący tam w 1939 52 Pułk Piechoty Strzelców Kresowych. Komendant obwodu był jednocześnie dowódcą pułku.
Obsada personalna i rozmieszczenie pododdziałów:
Dowódca – por. Pius Szuster ps. „Dolina”, „Bug”, „Grom”, „Orkan”
- Zastępca dowódcy – por. Michał Horwath
- Adiutant – ppor. Mieczysław Obertyński
- oficer sztabu – ppor. Edward Kisielewski ps. „Kowalski”
- 1 kompania – st. sierż Michał Dąbrowski (miasto Złoczów, wsie Jelechowice i Bieniów)
- 2 kompania – st. sierż. Ignacy Kruk (Woroniaki, Jasieniowce i Boniszyn)
- 3 kompania – st. sierż. Kotów (Folwarki, Hrutyn, Zarwanicę i Kozaki)
- 4 kompania – st. sierż. Marcin Barabasz „Soplica” (Wicyń z uciekinierami sąsiednich wiosek[2])
- 5 kompania – st. sierż. Jan Mazurczak ps. „Kot” (Kondratów, Gołogóry, Gołogórki, Ścianka)
- 6 kompania (Krasne, Pietrycze)
- 7 kompania – sierż. Kazimierz Klaub[3], potem plutonowy Gorbaczewski (Koltów, Kruhów, Opaki i Ruda Koltowska).
- 8 kompania – st. sierż. Marcin Sierociuk (Huta Pieniacka, Huta Werchobuska i Majdan)[c]
- 9 kompania – st. sierż. Stanisław Czeredark „Rum" (Usznia, Gowareczyzna, Hucisko Oleskie, Podhorce i Olesko)